# Sweet Lady
A Sweet Lady a hatodik dal a brit Queen rockegyüttes 1975-ös A Night at the Opera albumáról. A szerzője Brian May gitáros volt.
Ez volt az album egyik legnehezebb dala, a legtöbb kritikus heavy metalként jellemezte a stílusát, ennek megfelelően ¾-es ütem, kemény gitárjáték és ének jellemzi. Roger Taylor, az együttes dobosa különösen büszke volt a dalban hallható játékára, és az egyik legnehezebb dobtémaként emlegette, amelyet valaha is eljátszott. Később azt nyilatkozta, hogy May egyszerre három utasítást is adott neki, milyen dobjátékot szeretne hallani rajta, így nehezen tudtak közös nevezőre jutni. A szöveg első felében a férfi beszél arról, hogy a „kedves hölgy” rosszul bánik vele, a másik fele pedig az „édes hölgy” panaszait tolmácsolja, aki ugyancsak panaszkodik a férfira.
A legtöbb kritikus az album legrosszabb dalának tartotta. Tony Stewart, az NME kritikusa a világ egyik legunalmasabb dalának nevezte, Mark Blake az együttesről írt könyvében borzalmasnak tartotta. 1975 és 1977 között játszották a koncerteken.

## Közreműködők
- Ének: Freddie Mercury
- Háttérvokál: Freddie Mercury, Brian May, Roger Taylor

Hangszerek:
- Roger Taylor: dob
- John Deacon: basszusgitár
- Brian May: elektromos gitár

## Külső hivatkozások
- Dalszöveg
- Sweet Lady. www.queensongs.info. (angolul) Queensongs.info – Részletes dalszerkezet elemzés